# أوروتشيمارو
أوروتشيمارو شخص شرير ويسعى إلى الخلود الأبدي من خلال التقنيات المحظورة التي قام بتطويرها، اكتشفه ساروتوبي الهوكاجي الثالث وأستاذه وهو يقوم بتطوير تقنياته لكنه هرب فقد كان تلميذا للهوكاجي الثالث وكان ساروتوبي يشعر بحقده وشره منذ صغره وكان فريقه يضم أيضاً (جيرايا - تسونادي - أوروتشيمارو) وهم الثلاثة يدعون بالنينجا الأسطوريين، أوروتشيمارو يظهر بشعر طويل منسدل ويستطيع إخراج لسانه لمسافات طويلة كما أنه يستدعي الأفاعي وصوته أشبه بفحيح الأفعى، أوروتشيمارو هو الذي بنى قرية الصوت المخفية، ظهر لأول مرة في مسلسل ناروتو في الاختبار الثاني لاختيار الترقية للتشونين عندها كان متخفياً في شكل شخص آخر كانت إنكو تلميذته سابقاً قد رمت السكين على طرف خد ناروتو وأصابت طرف شعر أوروتشيمارو وكانت تقف خلف ناروتو وسكينها على رقبته فتفاجئت بلسان الشخص الذي يستخدم أوروتشيمارو جسده ممتداً لعنقها وهو يقول أردت إعادة سكينك إليك، وقال أيضاً بأنه يتحمس عند رؤية الدم كما أن جزء من شعره الثمين قد قطع وهذا ما أثاره بشكل أكبر، بعدها في داخل مقر الاختيار المدعو غابة الموت ظهر لساسكي وساكورا وهو متخفِ في شكل ناروتو لكن ساسكي اكتشفه وكان كما لو كان الموت متجهاً لساسكي وساكورا ودارت معركة بين ناروتو والأفعى الضخمة وبعدها استخدم أوروتشيمارو ختمة لكي يوقف طاقة ثعلب الذيول التسعة التي بداخل ناروتو أفقدته وعيه بعدها أستمر قتال ساسكي وأوروتشيمارو لكن أوروتشيمارو لم يكن يظهر قوته الحقيقية، بعدها قام بتنفيذ ختمة على عنق ساسكي وقال بأن ساسكي سيبحث عنه طلباً للقوة وغاب ساسكي عن الوعي أيضاً ثم أبتعد أوروتيشمارو عندها كانت إنكو قد أدركت أنه هو أوروتشيمارو وعندما وصلت للمكان الذي يتواجد فيه وحاولت تأدية ختمة تموت هي معه أختفى وظهر من جهة أخرى بتقنية الاستبدال وبعدها قال لها أنه يوجد ثلاثة من قريته قرية الصوت في هذا الاختيار وعليها عدم إيقافه وإلا تعرضت قرية كونوها للخطر، ثم أختفى بعدها، مساعد أوروتشيمارو هو كابوتو وكان متواجداً في اختبار التشونين كما لو كان في رتبة جينين لكنه كان جاسوساً، في أثناء المباريات النهائية لاختيار التشونين كان أوروتشيمارو متخفِ في شكل كازيكاجي قرية الرمل الذي كان متحالفاً معها لكنه خانها وقتل الكازيكاجي بعدها بدأت خطته لتدمير كونوها فتم تغطية المنطقة المتواجد هو والشهاب الثالث بالدخان وبعدها أتى أعوانه وأدوا حركة يغلق بها المكان المتواجد به الشهاب مع أوروتشيمارو من الخارج وبعدها من الداخل، وتحارب ساروتوبي مع أوروتشيمارو وبعدها أدى أوروتشيمارو تقنية محظورة يستدعي بها الأموات ويتحكم بهم فأستدعى الهوكاجي الأول والثاني وكان على وشك استدعاء الرابع لكن ساروتوبي أفشل استدعاءه، ودارت معركة عنيفة جداً بينهم إلى أن أدى الثالث تقنية السراب وأدى أيضاً حركة الشهاب الرابع التي ختم بها الكيوبي داخل ناروتو وقام بختم الأول والثاني في السراب، وحاول أن يختم أوروتشيمارو في جسده الأصلي مضحياً بحياته من أجل إنقاذ القرية، لكن أوروتشيمارو قام بتحريك سيفه مخترقاً ساروتوبي مما أضعفه أكثر فأكثر فلم يستطع أن يسحب طاقته بالكامل، فقام بعدها بختم يدي أوروتشيمارو وأخذ معها كل التقنيات التي تؤدى بواسطة اليد ومات ساروتوبي منقذاً القرية وفشلت خطة أوروتشيمارو للقضاء عليها فأنسحب، وبعدها حاول أن يعالج يديه لكن الشخص الوحيد الذي يستطيع عمل ذلك هي تسونادي زميلته سابقاً في الفريق لأنها اختصاصية طبية وقدرتها العلاجية كبيرة جداً، فحاول إقناعها بعلاجه مقابل إحياء أخيها الأصغر ناواكي والشخص الذي أحبته دان باستخدام حركة محظورة يتم فيها التضحية بشخص مقابل الشخص المراد إنعاشه وأعطاها مهلة أسبوع لترد عليه وكان قد أخبرها مسبقاً بأنه قتل الشهاب الثالث وبأنه ينوي تدمير القرية إذا عالجته، وبعد أسبوع وعندما همت بمعالجته اكتشف كابوتو مرافقه أنها تنوي قتله بسبب الكمية الكبيرة من الطاقة وبعدها دارت معركة كبيرة اشترك فيها جيرايا وشيزوني وناروتو، وعندما تمكنت تسونادي منه وكادت تنهي حياته بواسطة ضرباتها الفتاكة اكتشفت أنه لا يستخدم جسده الأصلي وقام هو ومرافقه كابوتو بالفرار وأخبرها بأنها إذا كانت لا تريد علاجه فهو يملك طريقة أخرى، بعدها حاول استخدام هذه الطريقة الأخرى المتمثلة في استخدام ساسوكي أوتشيها الذي كان قد أعطاه الختمة وكان ينوي استخدام جسده، فأرسل أربعة من تابعيه لجلب ساسوكي وقاموا بجلبه لكنهم لم يستطيعوا ذلك بسبب محاولات ناروتو والبقية في إرجاع ساسوكي بعدها خرج ساسوكي من الصندوق الذي كان فيه وتقاتل مع ناروتو وفي النهاية هرب لمقر أوروتشيمارو، لكن إصابة ايدي أوروتشيمارو كادت أن تقتله فأستخدم جسد شخص آخر وعندما يستخدم جسداً بتقنيته المحظورة لا يستطيع تبديل الجسد إلا بعد ثلاث سنوات، فلم يتمكن عندها من استخدام جسد ساسكي، وبقي معه لمدة ثلاث سنوات.
اروشتيمارو قد انضم إلى الكاتسوكي لكنه انسحب منها وقرروا ان يقتلوه لانه سوف يحصل على الشارنغان عند استعماله لجسد ساسكي لاعتبار الشارنغان قوية جدا.وقد تمت إعادة إحيائه في حرب النينجا العظمى الرابعة على يد ساسوكي أوتشيها وقد قام أوروتشيمارو باستخدام تقنية إعادة الإحياء لإعادة إحياء الشهب الأربعة السابقين بعد أن قطع بطن الشينيغامي الذي استخدمه الشهاب الثالث ذات مرة في سحب طاقة أوروتشيمارو واشباه الشهابين الأول والثاني وختمهما استخدمه أوروتشيمارو ثانية لاستعادة القوة التي كانت في ذراعيه واستعادة طاقة الشهب السابقين وأصبح قادرا على استخدام تقنية الإيدو تينسي ليعيد إحياء كل من الشهاب الأول والثاني والثالث والرابع من جديد للحياة ليحاربوا معا لإيقاف الجيوبي وبعد الحرب لم يعد شرير وأنجب إبنا يدعى ميتسوكي وهو رفيق سارادا ابنة ساسكي وبوروتو ابن ناروتو في فريق بقيادة كونوهامارو ساروتوبي.